# Dirk Baksteen
Dirk Baksteen (Rotterdam, 29 maart 1886 – Antwerpen, 24 september 1971) was een Belgisch kunstschilder en etser.

## Levensloop
Baksteen, zoon van Dirk Baksteen en Jansje van Heiningen, groeide op in een gezin van tien kinderen en moest als huisschilder meehelpen het gezin te onderhouden. Baksteen werd echter evenals zijn broer Gerard al op jonge leeftijd kunstschilder. Op aanraden van deze broer belandde Baksteen in 1912 in Antwerpen. In de Kempen kwamen beide broers in contact met de eveneens in Rotterdam geboren schilder Jakob Smits. Zijn broer trok terug naar Antwerpen, maar Baksteen bleef bij Smits om er bij hem in de leer te gaan als kunstschilder. Baksteen volgde geen academische schildersopleiding zoals zijn broer. Smits en Baksteen brachten vele uren door in het atelier van Smits, die al gauw begreep dat Baksteen meer aanleg had voor de grafiekkunst. Door zijn verblijf in Mol wordt Baksteen bij de Molse School gerekend.
Door Smits leerde Baksteen ook de Amerikaan William Sherwood kennen. Die toonde Baksteen hoe hij voortaan zelf zijn etsen kon drukken. Al gauw kreeg Baksteen de bijnaam de Etser van de Kempen en werd zijn werk bekend in België en later ook in Duitsland en de Verenigde Staten. Hij vervaardigde meer dan 300 etsen. Werk van Baksteen is te vinden in het Jakob Smitsmuseum te Mol in België.

### Collaboratie
De werken van Baksteen waren ook bijzonder populair in nazi-Duitsland. Dankbaar voor dit succes liet hij zijn ets Het vogelkooitje door de DeVlag aan Adolf Hitler schenken ter gelegenheid van diens 55e verjaardag (20 april 1944). Tijdens de oorlog was Baksteen celleider van 'DeVlag' in Mol en DeVlag-referent voor het gewest Kempenland. Hiervoor werd hij na de oorlog opgesloten in het Hechteniskamp Lokeren.

## Nationaliteit
Baksteen was genaturaliseerd tot Belg.

## Tentoonstellingen
- 1925, Doornik (Tournai), Cercle des Beaux-Arts, La Gravure Originale Belge, (10 - 25 april) (cat. 1 - 3)
- 1926, Brussel, La Maison du Livre, La Gravure Originale Belge - Exposition Annuelle, (11/12 - 9/1) (cat. 1 - 4)
- 1941, Keulen (D), Kölnischer Kunstverein, Flämische Kunst der, Deutsch-Flämischen Arbeitsgemeinschaft DE.VL.AG, (juni)
- 1942, Trier (D), Städtisches Museum, Flämische Graphik der Gegenwart (8 - 29/11) (cat. 14 - 22)
- 1942, Mannheim (D), Kunsthalle der Stadt Mannheim, Flämische Graphik der Gegenwart (dec/42 - jan/43) (cat. 14 - 20)
- 1952, 's-Hertogenbosch, Het Museum van het Provinciaal Genootschap van Kunsten en Wetenschappen in Noord-Brabant, Vlaamse Grafische Kunst (17 mei - 3 juni) (cat. 30-43)
- 1973, Turnhout, De Warande Cultuur- en Ontmoetingscentrum, De Kempen rond de eeuwwisseling (9/6 - 15/7) (cat. 1 - 3)